# Доњи Малован
Доњи Малован је насељено мјесто у Босни и Херцеговини, у општини Купрес, које административно припада Федерацији Босне и Херцеговине. Према попису становништва из 1991. у насељу је живјело 396 становника.

## Историја
Покољи Срба у Бугојну и Купресу извршени су на Видовдан и Илиндан 1941. године. Поубијани и поклани бачени су у јаме. Фра Мирко Радош био је главни организатор усташке акције против Срба у околини Купреса. Усташка недела извршена августа месеца 1941. године против Срба у селу Маловану где је страдало око 70 људи, жена и деце, учињена су углавном по жељи жупника фра Радоша. Почетком децембра 1941. године око 100 партизана под командом Војина Зиројевића и Мустафе Латифића напало је око 10 часова код Доњег Малована камионе италијанских војника који су се кретали од Купреса према Ливну. Партизани су били пажљиво распоређени око цесте на Стржању у Петровим Драгама. Претходно су пресекли телефонске линије на Боровој глави како би били сигурни да Италијани не могу да очекују помоћ из Ливна. Кад је колона италијанских камиона ушла у партизанску заседу отворена је на њих густа пушчана и митраљеска ватра, а борба је трајала око један час. Неколико камиона је било преврнуто, а Италијана заробљено. Мања група Италијана почела је да бежи према реци Шујици и по хладном времену прегазила воду и наставила бежати. На велико изненађење партизана одбегли Италијани су се одазвали позиву на предају, вратили се и предали вероватно мислећи да ће у правцу бежања да наиђу на нову партизанску заседу. Тако се број заробљених италијанских војника попео на 21. Партизани су заробили, између осталог, 6 тешких митраљеза марке бреда, неколико десетина пушака, много пушчане муниције и ручних бомби, пиштоља и другог војног материјала. У овој акцији погинула су два припадника Цинцарског партизанског одреда, Војислав Дувњак и Мирко Дувњак, обојица из Доњег Малована. После ове акције Италијани су почели пуно пажљивије да се крећу на релацији Ливно-Купрес, обично у већим колонама праћеним оклопним возилима. Да би се на неки начин осветили за тежак пораз који су доживели, након неколико дана спалили су више кућа у Стржању и опште у Маловану. Непосредно након малованске заседе, по наређењу команде партизанског одреда, спаљене су Марковићеве штале на Боровој глави у којима је требало да се сместе Италијани.

## Становништво
Према попису 1991. укупно: 396
| Националност       | 1991.        |
| Срби               | 395 (99,74%) |
| остали и непознато | 1 (0,25%)    |
| укупно             | 396          |